# اپیروک
اپیروک (انگلیسی: Epiroc) شرکت معدن سوئدی است، که در سال ۱۸۷۳ تأسیس شد.